# Canyon Pictures Corporation
La Canyon Pictures Corporation è stata una piccola casa di produzione cinematografica statunitense che, specializzata nel genere western, produsse nei suoi tre anni di attività (dal 1919 al 1922) una ventina di pellicole, associandosi nella produzione, nel 1921, alla William N. Selig Productions. I film della Canyon furono distribuiti in gran parte dalla Aywon Film.
Attori di punta della compagnia furono i popolari attori-cowboy Franklyn Farnum e, in minor misura, Buck Jones.

## Filmografia
- The Desert Rat, regia di Leon De La Mothe - cortometraggio (1919)
- The Two Doyles, regia di Leon De La Mothe - cortometraggio (1919)
- Hell's Fury Gordon, regia di Leon De La Mothe - cortometraggio (1919)
- Vengeance and the Girl, regia di Leon De La Mothe - cortometraggio (1919)
- The Uphill Climb, regia di Leon De La Mothe - cortometraggio (1919)
- The Puncher and the Pup, regia di Leon De La Mothe - cortometraggio (1919)
- Shackles of Fate - cortometraggio (1919)
- When Pals Fall Out, regia di Leon De La Mothe - cortometraggio (1919)
- Brother Bill, regia di Leon De La Mothe - cortometraggio (1919)
- Breezy Bob, regia di Leon De La Mothe - cortometraggio (1919)
- Cupid's Roundup - cortometraggio (1919)
- The Cowboy and the Rajah, regia di Leon De La Mothe - cortometraggio (1919)
- Vanishing Trails, regia di Leon De La Mothe - serial cinematografico (1920)
- The Galloping Devil, regia di Nate Watt (1920)
- The Fighting Stranger, regia di Webster Cullison (1921)
- The Hunger of the Blood, regia di Nate Watt (1921)
- The Last Chance, regia di Webster Cullison (1921)
- The Struggle, regia di Otto Lederer (1921)
- The Raiders, regia di Nate Watt (1921)
- West Is Worst, regia di Bruce Mitchell - cortometraggio (1922)
- Easy Pickin', regia di Bruce Mitchell - cortometraggio (1922)

## Galleria d'immagini

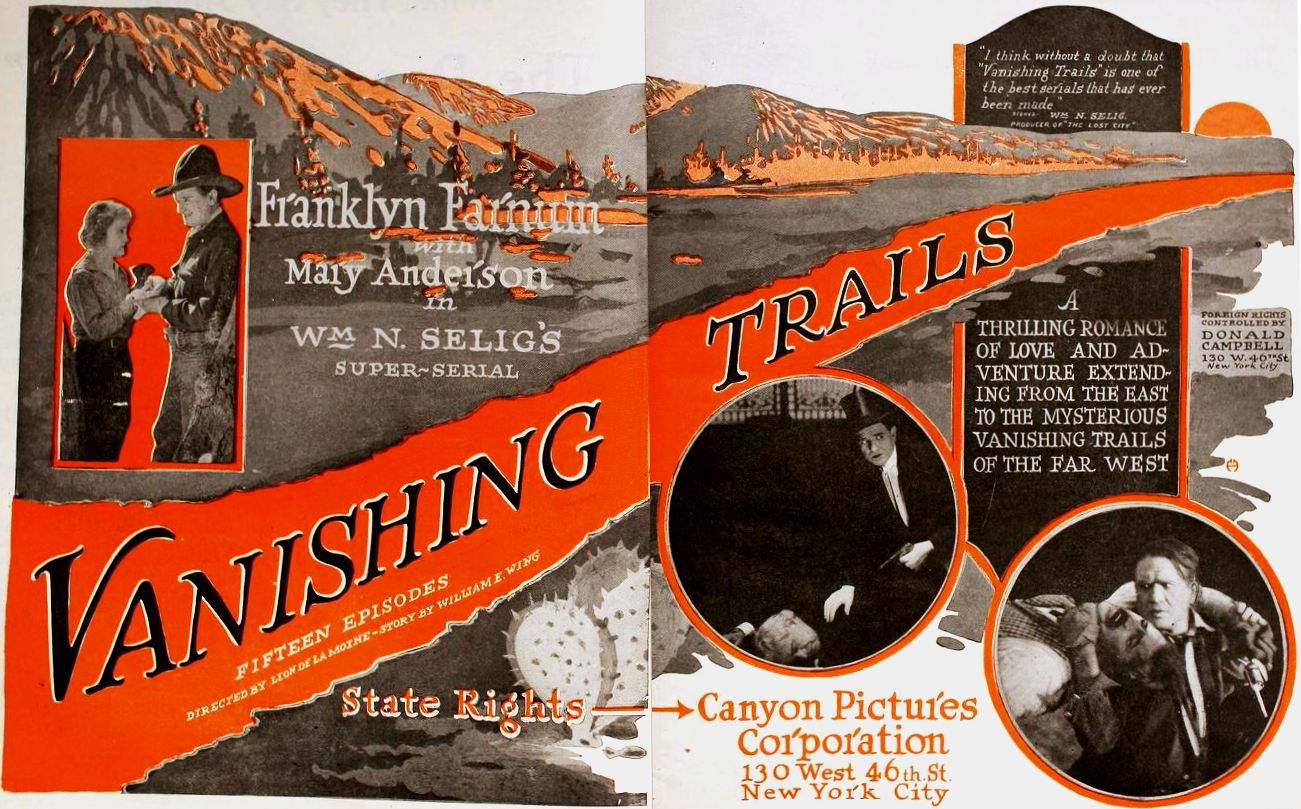
Vanishing Trails (1920)